# Weihwasserbecken (La Jarrie)

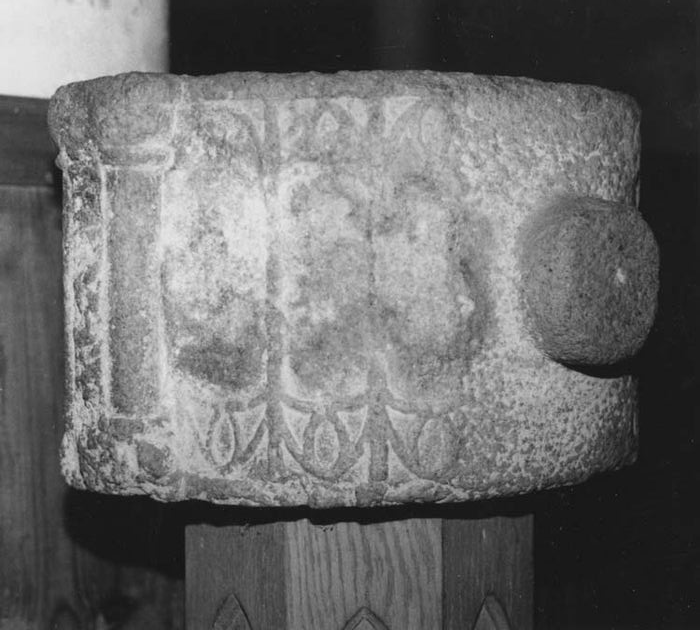
Weihwasserbecken in La Jarrie

Das Weihwasserbecken in der Kirche Ste-Madeleine in La Jarrie, einer französischen Gemeinde im Département Charente-Maritime der Region Nouvelle-Aquitaine, wurde im 15. oder 16. Jahrhundert geschaffen. 
Im Jahr 1991 wurde das Weihwasserbecken als Monument historique in die Liste der geschützten Objekte (Base Palissy) in Frankreich aufgenommen.
Das 27 cm hohe Weihwasserbecken aus Stein hat einen Durchmesser von 41 cm. Die Außenseite ist mit gotischen Bögen geschmückt.  